# Liste der Monuments historiques in Valmunster
Die Liste der Monuments historiques in Valmunster führt die Monuments historiques in der französischen Gemeinde Valmunster auf.

## Liste der Bauwerke
| Bezeichnung             | Beschreibung                                   | Standort                       | Kennzeichnung | Schutzstatus | Datum | Bild           |
| ----------------------- | ---------------------------------------------- | ------------------------------ | ------------- | ------------ | ----- | -------------- |
| Kirche St-Jean-Baptiste | im Kern aus dem 12. Jahrhundert, 1537 umgebaut | Place de l’Abbé Gabriel (Lage) | PA00107019    | Inscrit      | 1960  | weitere Bilder |

## Liste der Objekte
| Bezeichnung                | Beschreibung                                            | Standort                              | Kennzeichnung | Schutzstatus | Datum | Bild |
| -------------------------- | ------------------------------------------------------- | ------------------------------------- | ------------- | ------------ | ----- | ---- |
| Monstranz mit Lunula       | Kupfer, versilbert und vergoldet, Edelsteine, um 1800   | in der Kirche St-Jean-Baptiste (Lage) | PM57000831    | Inscrit      | 2010  |      |
| Monstranz                  | Silber, 15. Jahrhundert; im Metzer Domschatz aufbewahrt | in der Kirche St-Jean-Baptiste (Lage) | PM57000385    | Classé       | 1972  |      |
| Skulptur Heiliger Nikolaus | Holz, farbig gefasst, 18. Jahrhundert; 1972 gestohlen   | in der Kirche St-Jean-Baptiste (Lage) | PM57000386    | Classé       | 1972  |      |
| Skulptur Heilige Thekla    | Holz, farbig gefasst, 18. Jahrhundert; 1972 gestohlen   | in der Kirche St-Jean-Baptiste (Lage) | PM57000387    | Classé       | 1972  |      |